# مون‌مارتر

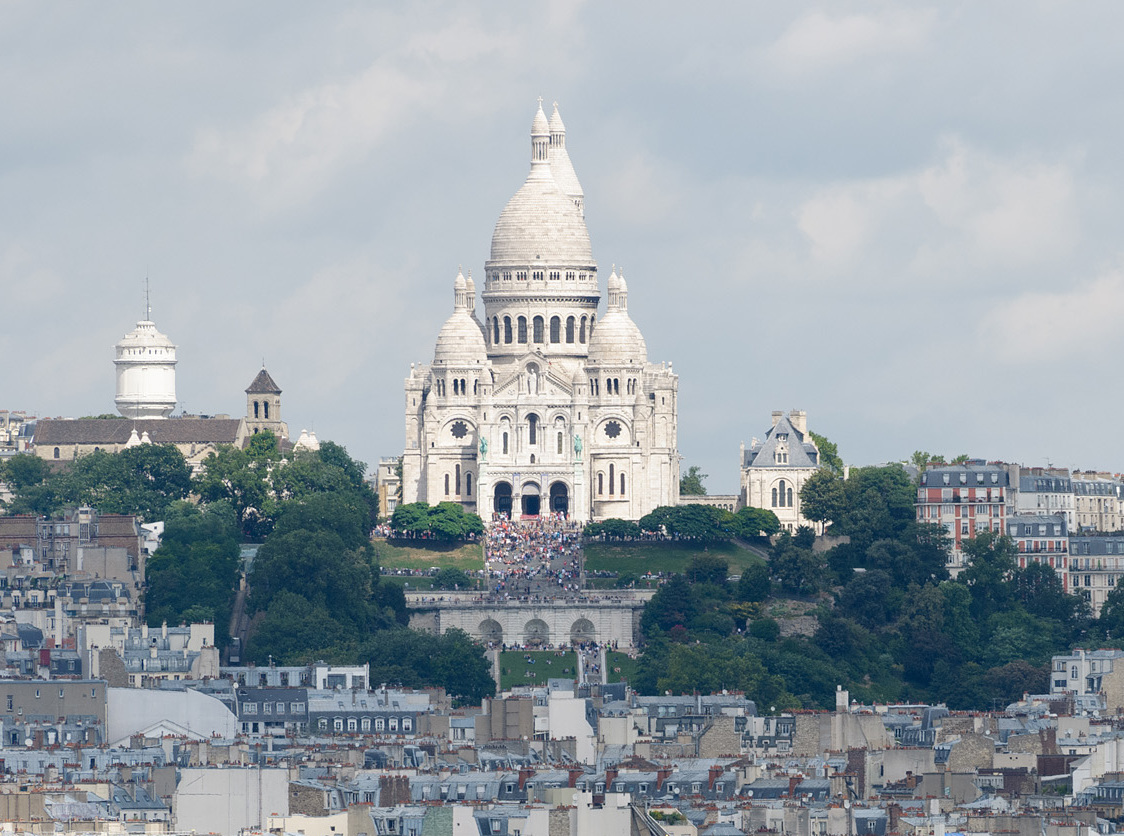
کلیسای سَکرِه‌کُر دو مون‌مارتر بر بلندی‌های تپه مون‌مارتر بنا شده‌است.

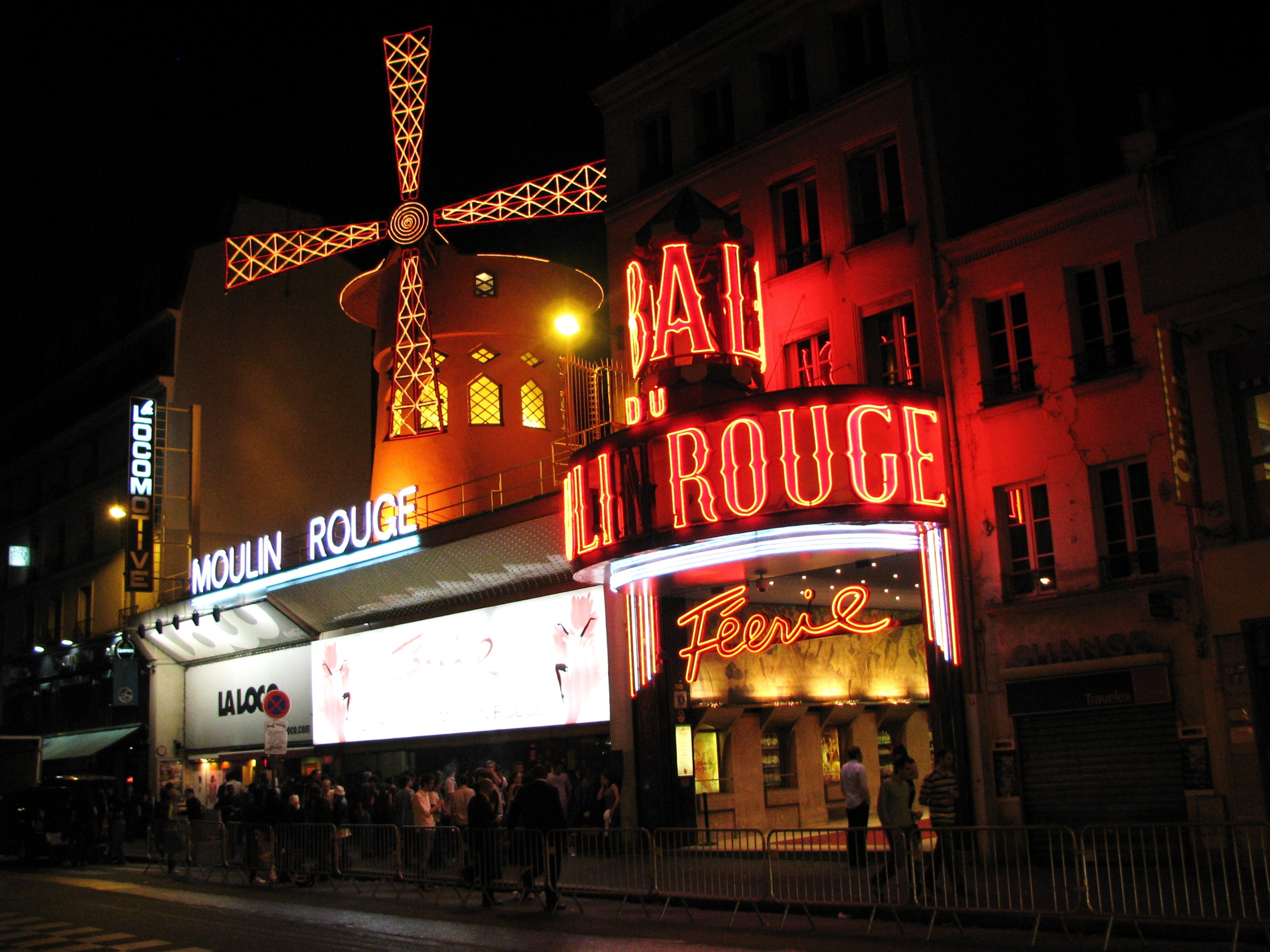
کابارهٔ مولن‌روژ در حوالی مون‌مارتر در منطقه پیگال، دارای آوازه‌ای جهانی است.

مون‌مارتر (به فرانسوی: Montmartre) نام تپه‌ای در شمال پاریس و محله‌ای در منطقه ۱۸ پاریس است.
در سده‌های گذشته مون‌مارتر، به‌خاطر وجود کاباره‌ها، قمارخانه‌ها و رفت‌وآمد زنان تن‌فروش «محله‌ای بدنام» شناخته می‌شد.